# Márcio Rafael Ferreira de Souza
|  | No s'ha de confondre amb Rafael Alcántara do Nascimiento. |

Márcio Rafael Ferreira de Souza, simplificat com Rafinha (nascut el 7 de setembre de 1985 a Londrina, Brasil) és un futbolista brasiler que juga actualment com a lateral dret al Flamengo brasiler.

## Trajectòria esportiva
El 21 de desembre de 2013 formà part de l'equip titular del Bayern de Múnic que esdevingué campió del Campionat del Món de Clubs de futbol 2013, a Marràqueix, Marroc, en derrotar per 2-0 el Raja Casablanca.
El 2014 fou escollit tercer millor defensa lateral d'Europa, segons un estudi de l'observatori del Centre Internacional d'Estudis de l'Esport.

## Palmarès
FC Bayern München
- 1 Campionat del Món de Clubs: 2013.[2]
- 1 Lliga de Campions de la UEFA: 2012-13.
- 1 Supercopa d'Europa 2013.[4][5]
- 7 Lligues alemanyes: 2012-13, 2013-14, 2014-15, 2015-16, 2016-17, 2017-18, 2018-19.
- 4 Copa alemanya: 2012-13, 2013-14, 2015-16, 2018-19.
- 4 Supercopa alemanya: 2012, 2016, 2017, 2018.